# Muristan
O Muristan (do persa Bimarestan بیمارستان , significado "Hospital") é um complexo de ruas e lojas do bairro cristão da Cidade Velha de Jerusalém. Muristan foi o local do primeiro hospital da Ordem dos Cavaleiros Hospitalários.

## Tradição Cristã
A área ao sul da Igreja do Santo Sepulcro tem uma longa tradição que data dos dias de Yehuda haMaccabi (século II a.C.), com base em ocorrências registradas no segundo livro de Macabeus. De acordo com uma lenda, o rei Antíoco V foi a Jerusalém para punir o Sumo Sacerdote e para saquear o túmulo de Davi. Já em outra tradição, o rei teria sido dirigido em uma visão divina para perdoar o Sumo Sacerdote, e para a construção de um hospital para o cuidado dos doentes e pobres naquele local. Em 1496, William Caoursin, vice-chanceler dos Hospitalários, escreveu que Judas Macabeu e João Hircano fundaram o hospital naquele local.

## História
No ano 130, Adriano visitou as ruínas de Jerusalém e mandou reconstruir a cidade, renomeando-a como Élia Capitolina. Adriano estabeleceu um Fórum na junção dos principais Cardus e Decumanus Maximus, agora o local do Muristan. A primeira menção histórica do Muristan aconteceu por volta de 600 d.C., quando um certo Probus Abbot foi encomendado pelo Papa Gregório Magno para construir um hospital em Jerusalém para tratar e cuidar de peregrinos cristãos que fossem à Terra Santa. Este hospital foi provavelmente destruído cerca de 14 anos mais tarde, quando Jerusalém caiu diante dos persas sassânidas e os habitantes cristãos foram sacrificados, e as suas igrejas e mosteiros destruídos. O edifício foi provavelmente restaurado após Jerusalém cair novamente sob domínio romano em 629. O domínio árabe após 637 permitiu a liberdade de culto, e o hospital restaurado provavelmente foi autorizado a continuar a servir o seu propósito original. Bernardo, o Monge, que escreveu um relato de sua visita a Jerusalém em 870, menciona um hospital beneditino perto da Igreja do Santo Sepulcro. Em 993, Hugo Marquês de Toscana e sua esposa dotou o hospital com propriedade considerável na Itália.
Em 800, Carlos Magno, imperador do Império Carolíngio, ampliou o hospital e acrescentou uma biblioteca para isso. Cerca de 200 anos depois, em 1005, o califa Al Hakim destruiu a igreja e um grande número de outros edifícios cristãos em Jerusalém. Em 1023, os comerciantes de Amalfi e Salerno, na península itálica, receberam permissão do califa Ali az-Zahir do Egito para reconstruir o hospital, além de conventos e capelas em Jerusalém. Entre esses comerciantes de Amalfi e Salerno também foi Mauros, comerciante de Amalfi, de uma família de Constantinopla, Mileto e Amalfi, que deu juntamente com sua mãe Anna e seu irmão Constantino, um presente para o convento de São Lourenço, em Amalfi. Este provavelmente tinha alguma ligação com Geraldo bendito, o fundador da Ordem dos Cavaleiros de São João de Jerusalém, a Ordem dos Hospitalários. Na Palestina e na Síria, houve uma revolta entre os beduínos (1024-1029). O hospital, que foi construído no sítio do Mosteiro de São João Batista, levou peregrinos cristãos para visitar os locais sagrados em Jerusalém. Para o leste deste hospital, separada por uma pista, um novo hospital para peregrinos foi construído. Ambos os hospitais permaneceram sob o controle do beneditino Abbot.
Em 1078, Jerusalém foi capturada pelos turcos seljúcidas. Eles teriam cometido abusos contra a população cristã, o que forçou os peregrinos a pagar um imposto pesado para visitar os lugares santos; os seljúcidas chegaram até mesmo a sequestrar o Patriarca de Jerusalém. Apesar da perseguição, o hospital beneditino continuou seu funcionamento. Em 1099, cruzados vindos do Ocidente conquistaram Jerusalém e massacraram a população local. Estes fundaram o Reino Latino de Jerusalém, além de ordem religiosas de caráter militar, entre elas estava a Ordem dos Hospitalários.
A constituição formal dos Cavaleiros Hospitalários em Gerard Thum foi confirmada por uma bula papal do Papa Pascoal II em 1113. Gerard adquiriu territórios e receitas para a sua ordem em todo o reino de Jerusalém e mais além. Seu sucessor, Raymond du Puy-de-Provence, ampliou significativamente a enfermaria. A mais antiga descrição do primeiro hospital da Ordem Soberana e Militar de São João de Jerusalém foi escrito por um peregrino chamado João de Würzburg, que visitou Jerusalém por volta do ano 1160:

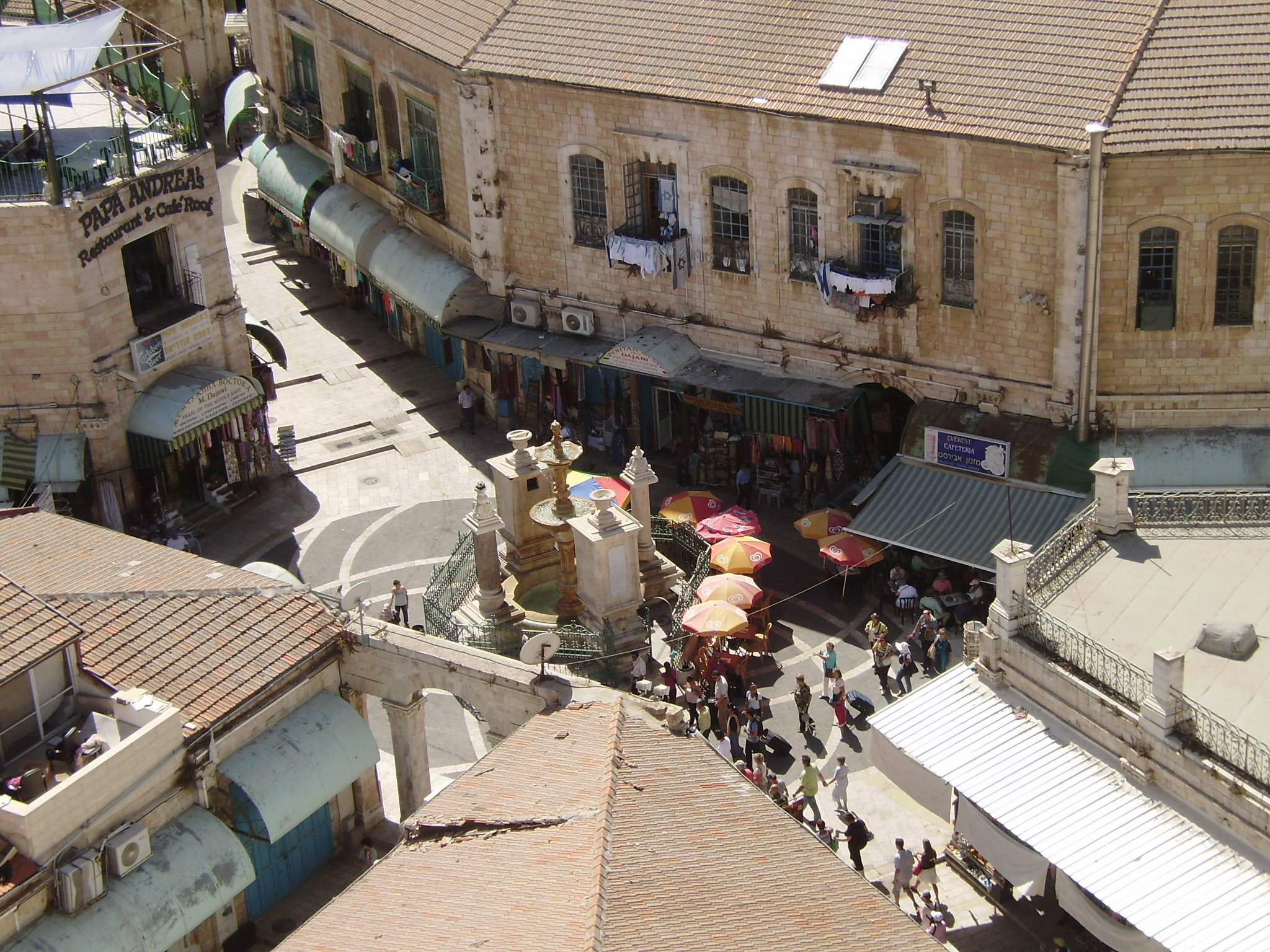
Foto mostrando o atual local da tradicional Muristan, ao lado do pátio da Igreja do Santo Sepulcro.

"Em frente a Igreja do Santo Sepulcro, no lado oposto do caminho em direção ao sul, há uma bela igreja construída em honra de São João Batista, anexo ao que é um hospital, onde há várias salas que são unidas junto a uma enorme multidão de pessoas doentes. Tanto homens como mulheres. Os que são cuidados para ficarem bons têm uma grande despesa. Quando eu estava lá eu aprendi que todo o número destes doentes foi de dois mil, dos quais, por vezes, no curso de um dia e noite, mais de cinquenta são realizadas mortos, enquanto muitos outros mais frescos manter continuamente a chegar. O que mais posso dizer? As mesmas fontes de casa como muitas pessoas fora dela com mantimentos como faz quem está dentro, além da caridade sem limites que diariamente concedido a pessoas pobres que mendigam o pão de porta em porta e não se apresentar na casa, de modo que toda soma de suas despesas certamente pode nunca ser calculado ainda pelos gestores e administradores dos mesmos. Além de todas essas verbas gastas sobre os doentes e sobre outras pessoas pobres, essa mesma casa também mantém em seus vários castelos muitas pessoas treinadas para todos os tipos de exercícios militares para a defesa da terra dos cristãos contra a invasão dos sarracenos."
Após o cerco de Jerusalém, em outubro de 1187, todos os cristãos foram expulsos de Jerusalém pelo sultão Saladino. Os Hospitalários foram autorizados a deixar dez de sua composição na cidade para cuidar dos feridos até que eles fossem capazes de viajar. Saladino virou os edifícios Hospitalários até a Mesquita de Omar. Seu sobrinho em 1216 instituiu um hospício em que tinha sido a igreja conventual, e foi neste momento que a área passou a ser referido como o Muristan. As instalações do hospital continuaram a ser usadas para o cuidado dos doentes e feridos. O local foi abandonado no século XVI, e as magníficas estruturas eventualmente cairam em ruína.